# Ventureño jezik
Ventureño jezik (ISO 639-3: veo), izumrli Indijanski jezik kojim su se služili pripadnici plemena Ventureño u američkoj saveznoj državi Kalifornija. Pripadao je uz još šest jezika jezičnoj porodici chumashan, velika porodica hokan.
Svi čumaški jezici suizumrli, a njihovi potomci danas se služe engleskim kao prvim jezikom.

## Vanjske poveznice
- Ethnologue (14th)
- Ethnologue (15th)